# Gravelinas
Gravelinas (Gravelines en idioma francés, Grevelingen en flamenco) es una localidad y comuna francesa situada en el departamento de Norte, en la región de Norte-Paso de Calais y zona cultural del llamado Flandes "francés".
Gravelinas se localiza en la costa del Mar del Norte, en la ribera del río Aa -es decir; su puerto inicial está en la desembocadura del Aa sobre el Mar del Norte-, a 25 kilómetros al sudoeste de Dunkerque. 

## Historia
A principios del siglo XII, Saint Omer era un importante puerto del oeste de Flandes. Sin embargo, la retirada del mar lo alejó gradualmente del Canal de la Mancha por lo que se construyó un canal hasta la nueva línea de costa, donde hoy día se asienta Gravelinas. 
Su nombre deriva del flamenco 's grave (del conde) linghe (línea, canal), que significa Canal del Conde. 
La nueva ciudad fue fuertemente fortificada, ya que protegía la frontera oeste del territorio bajo soberanía de los Habsburgo españoles en Flandes.
En sus alrededores se sucedieron varias batallas, una de ellas fue una batalla terrestre que tuvo lugar en el año 1558, en la que resultó vencedor el ejército español, bajo el mando de Lamoral, Conde de Egmont, sobre los franceses, dirigidos por Paul des Thermes. Otra batalla importante, que supuso la derrota de la Armada Invencible fue la batalla naval de Gravelinas, el 8 de agosto de 1588.

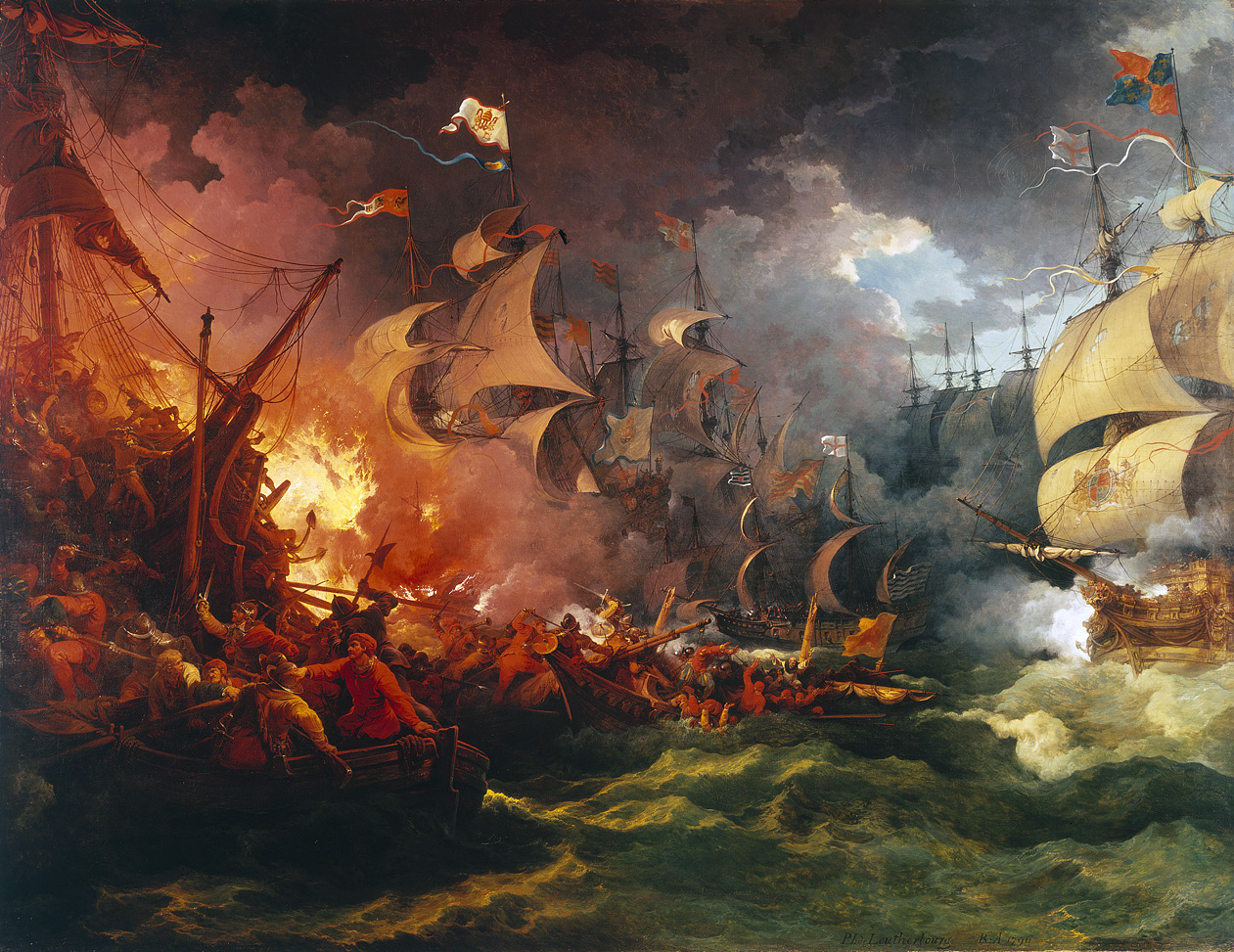
Representación de la Batalla naval de Gravelinas, el 8 de agosto de 1588.

La ciudad ocupada por Francia entre 1644-1652 y de nuevo en 1658, quedó finalmente adscrita a la monarquía francesa por el Tratado de los Pirineos de 1659.

## Demografía
| 2 800 | 2 727 | 2 781 | 3 570 | 5 357 | 4 542 | 5 582 | 5 678 | 5 819 | 6 428 | 6 510 | ... | 7 833 | 8 416 | 5 943 | 5 952 | 5 907 | 6 202 | 6 284 | 5 898 | 5 255 | 5 448 | 5 459 | 5 573 | 5 189 | 6 282 | 7 720 | 8 167 | 9 039 | 11 576 | 12 336 | 12 430 | 11 828 | 11 705 |
| Para los censos de 1962 a 1999 la población legal corresponde a la población sin duplicidades (Fuente: INSEE [Consultar]) |       |       |       |       |       |       |       |       |       |       |     |       |       |       |       |       |       |       |       |       |       |       |       |       |       |       |       |       |        |        |        |        |        |

## Economía
La ciudad es conocida hoy día por albergar las instalaciones de una central nuclear de 6 reactores de agua presurizada, la segunda con más potencia de Europa.
Además es un importante datacenter de OVH, empresa de alojamiento web francesa.

## Enlaces externos

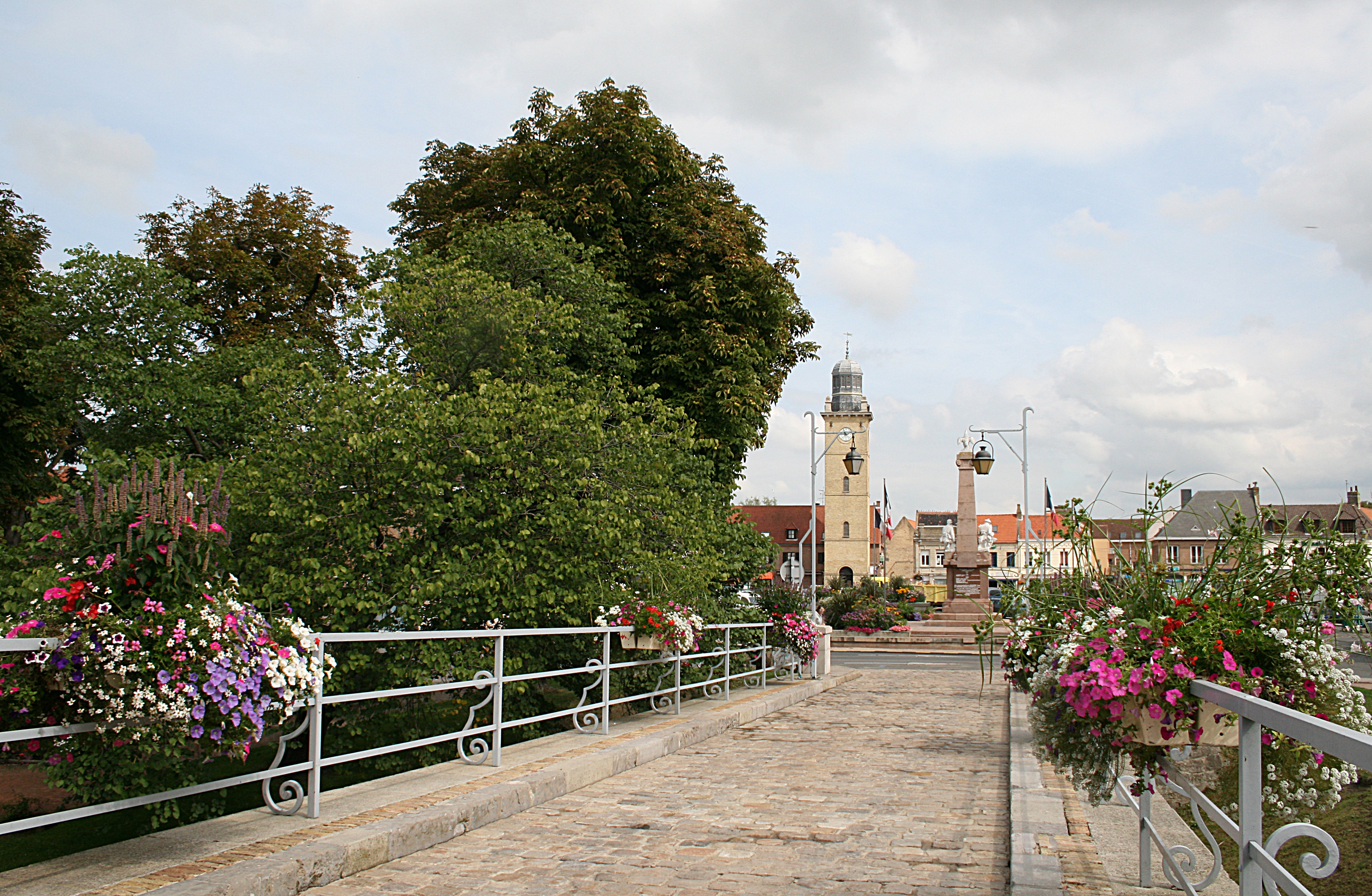
El puente del Arsenal y la plaza Charles Valentin.